# Туркул, Антон Васильевич
Анто́н Васи́льевич Ту́ркул (11 (23) декабря 1892, Тирасполь, Херсонская губерния, Российская Империя — 20 августа 1957, Мюнхен, ФРГ) — русский офицер, генерал-майор. Участник Первой и второй мировых войн, гражданской войны в России. Участник Похода дроздовцев Яссы — Дон. Начальник Дроздовской дивизии. Белоэмигрант. Во время Великой Отечественной войны — командующий корпусом Русской Освободительной Армии (с 1944 г.).

## Биография
Родился в семье служащего в 1892 году в Тирасполе Херсонской губернии. В 1909 году окончил Ришельевскую гимназию в Одессе, затем служил по гражданскому ведомству. В 1910 году Туркул добровольно вступил рядовым на правах вольноопределяющегося II разряда в 56-й пехотный Житомирский Его Императорского Высочества Великого Князя Николая Николаевича пехотный полк, квартировавший в Тирасполе.
В 1910—1911 годы дважды пытался поступить в Одесское и Тифлисское военное училище. Оба раза неудачно. В январе 1913 году Туркул был уволен в запас в чине младшего унтер-офицера.

### Первая мировая война
В 1914 году Антон Туркул был призван по Тираспольскому уезду и направлен в 43-й пехотный запасной батальон, потом на фронт. Заслужил два солдатских Георгиевских креста и был рекомендован на ускоренные курсы прапорщиков юнкерского училища, по окончании которых направлен в 75-й пехотный Севастопольский полк. «ВП от 1.03.1916. по запасу армии: запаса армейской пехоты состоящий в 75-м Севастопольском Туркул Антон из прапорщиков в подпоручики с 6 сентября 1915 года». Трижды был ранен, награждён орденом святого Георгия IV степени и Золотым Георгиевским оружием, произведён в штабс-капитаны.

### Гражданская война
В 1918 году вступил в формируемую М. Г. Дроздовским в Румынии добровольческую бригаду. Участник Похода дроздовцев Яссы — Дон фельдфебелем во 2-й офицерской роте, с апреля 1918 года — командир офицерской роты.
В Добровольческой армии и Вооружённых Силах Юга России. Во Втором Кубанском походе летом — осенью 1918 года командовал ротой офицерского полка 3-й пехотной дивизии Дроздовского. В боях под Кореновской 16 июля был тяжело ранен в ногу и вернулся в строй только в начале 1919 года. С января 1919 года — командир 1-го батальона 2-го офицерского генерала Дроздовского полка, с октября — командир 1-го Дроздовского полка Дроздовской дивизии.

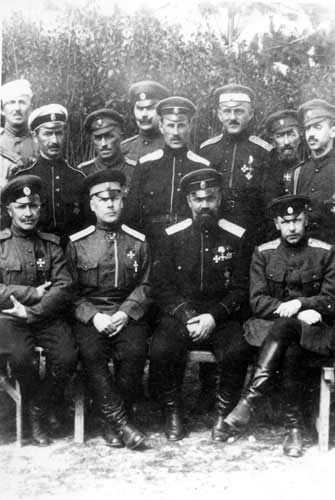
Командование, штаб и командиры частей 1-го армейского корпуса в Болгарии. Сидят слева направо — генералы — А. В. Фок, В. К. Витковский, А. П. Кутепов, Б. А. Штейфон.
Стоят (за Кутеповым) генералы — Н. В. Скоблин, А. В. Туркул.
г. Велико-Тырново, 2 апреля 1922.

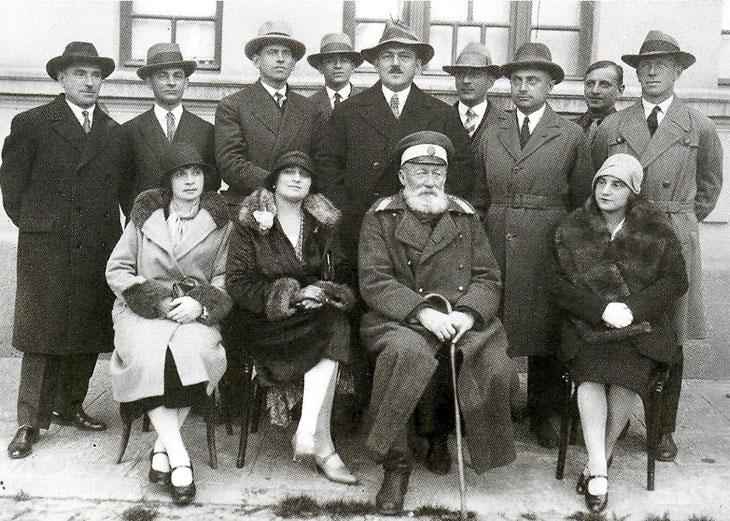
Дроздовцы в Болгарии. 1920-е годы. Стоят: генерал-майоры А. В. Туркул (пятый слева) и В. Г. Харжевский (третий справа). В центре группы сидит генерал-майор В. К. фон Манштейн («дедушка»), отец В. В. фон Манштейна.

7 апреля 1920 года за успешную десантную операцию Перекоп — Хорлы приказом главнокомандующего Русской армией генерал-лейтенанта барона П. Н. Врангеля произведён в генерал-майоры в 27 лет. С 6 августа 1920 года — командир Дроздовской дивизии Русской Армии. Потерял трёх братьев, казненных большевиками.

### Жизнь в эмиграции
С конца 1920 года, после эвакуации войск Врангеля из России, — в эмиграции в Галлиполи. Командовал Дроздовским полком, сформированным из остатков частей Дроздовской дивизии.
Переехал в Болгарию, где осенью 1923 года вместе с генералом В. К. Витковским формировал отряды из русских эмигрантов, принявших участие в подавлении коммунистического восстания в Болгарии.
В 1931 году со своей семьей эмигрировал во Францию. В эмиграции — издатель и редактор журнала «Доброволец». В 1931 году пытался организовать покушение на высланного из СССР Л. Д. Троцкого, жившего тогда на Принцевых островах. С 1935 года — организатор и глава Русского Национального Союза Участников Войны (РНСУВ), который издавал свою газету «Сигнал». За свою деятельность[прояснить] Туркул был исключён из РОВС по приказу генерала Миллера. В апреле 1938 года был выслан из Франции по требованию французской контрразведки[прояснить].
В 1938—1939 годах жил в Берлине, затем в августе, после подписания советско-германского договора о ненападении переехал в Рим.

### В годы Второй мировой войны
Незадолго до начала Второй мировой войны писал:

«Всякий удар по Коминтерну на территории СССР вызовет неизбежно взрыв противокоммунистических сил внутри страны. Нашим долгом будет присоединиться к этим силам. Мы будем добиваться тогда, чтобы где-нибудь, хоть на маленьком клочке русской земли, поднялось всё же Русское трёхцветное знамя».— «Сигнал», 1939, № 48.
В 1941—1943 годах пытался восстановить деятельность РНСУВ, но успеха не имел. В 1943 году совершил поездку в Севастополь, где пытался отыскать могилы генерал-майора М. Г. Дроздовского и полковника В. Б. Туцевича в районе Малахова кургана, но в военных условиях 1943 года обнаружить могилы не удалось. После неудачного поиска Туркул вернулся в Германию.
В 1944 году, после личной встречи с А. А. Власовым, был зачислен в ряды РОА. В 1945 году — начальник управления формирования частей РОА и командир добровольческой бригады в Австрии — отдельный Корпус вооружённых сил КОНР. Её штаб располагался под Зальцбургом, а части в Линце, Любляне и Филлахе. Бригада состояла из 5 тысяч бойцов. В неё входили следующие части: отдельный полк полковника Кржижановского, добровольческий полк «Варяг» полковника М. А. Семёнова и отдельный казачий полк генерал-майора ВС КОНР С. К. Бородина. Полк Семёнова «Варяг» закончил войну в Словении, где он и дислоцировался всё время. Часть чинов полка избежала выдачи СССР и спаслась вместе с остатками Русского Корпуса полковника А. И. Рогожина, отступив в Италию. В марте-мае 1945 года возглавлял Зальцбургскую группу Вооружённых Сил Комитета освобождения народов России с правами командира корпуса. После 1945 года в Германии, председатель Комитета русских невозвращенцев.

### После Второй мировой войны
В мае 1945 года был арестован союзниками. До 1947 года находился в заключении, затем жил под Мюнхеном.
В августе 1950 года вернулся к политической деятельности и организовал съезд ветеранов РОА под Шляйхсхеймом, где был избран председателем Комитета Объединённых Власовцев (КОВ), который возглавлял до смерти. В прессе КОВ-а Туркул продвигал популярную среди многих белоэмигрантов концепцию, что РОА и Власовское движение стали продолжением борьбы Белой армии.
Скончался в ночь с 19-го на 20-е августа 1957 года в Мюнхене, после операции. 11 сентября тело покойного генерала было отправлено в Париж. 14 сентября его похоронили в пригороде Парижа на Кладбище Сент-Женевьев-де-Буа.

…Таких похорон не знал Париж за все 35 лет. Под пение «Коль Славен» в собор внесли национальное знамя и знамя одного из дроздовских полков. Знамёна склонились над гробом, когда хор пел «Вечная память». Текли слёзы, слышались рыдания. Много было дроздовцев. Пришли все, даже оторвавшиеся от объединения. Собор не мог вместить всех молящихся. В последний раз у могилы дроздовское знамя легло на гроб и гроб опустили… Ушёл от нас боец, борец за идею до последнего дня своей жизни… дроздовцы отмечают, что во всей белой зарубежной прессе траурными объявлениями, статьями и некрологами была отмечена смерть героя Белой и Освободительной борьбы…— «Русская жизнь» от 28 сентября 1957 года

## Утверждения о работе на разведслужбы
Согласно ряду исследований и публикаций на основе архивов разведслужб, Антон Туркул, как глава Русского национального союза участников войны (РНСУВ), сотрудничал с британской разведкой, а также японцами (с 1936 года) и немцами (с 1938 года), а в конечном итоге был агентом советской военной разведки и входил в круг Рихарда Зорге.
С 1943 года Туркул жил в Будапеште, где получал средства из «бюро Клатта» — псевдоразведывательной организации, поставлявшей абверу ложные сведения о советских войсках, вымышленные русским офицером и членом РНСУВ Л. Ф. Ирой. Согласно некоторым исследователям, Туркул и сам принимал в этом участие. После войны Туркул и Ира в этой связи допрашивались британской контрразведкой в Лондоне.
Тем не менее, как утверждает специалист по истории Белого движения и РОА К. М. Александров: «И при жизни, и после смерти его называли сотрудником британских, японских, венгерских, болгарских, германских и советских спецслужб, исходя из чего можно предположить, что в действительности ничьим агентом он не был».

## Награды
- Орден Святого Станислава 3 ст. с мечами и бантом за период с 24 декабря 1914 года по 1-е июня 1915 года (приказ Vlll-й армии от 31 октября 1915 года № 580)[9].
- Орден Святого Владимира 4 ст. с мечами и бантом, за бои 19 декабря 1915 года (приказ армиям Ю.-3. фронта от 22 марта 1916 года № 435)[9].
- Орден Святой Анны 4 ст. с надписью «За храбрость» за период с 1 июня по 31 декабря 1915 г. (приказ по IX армии от 18 апреля 1916 года за № 163)[9].
- Орден Святой Анны 3 ст. с мечами и бантом за 15 июня 1916 г. (приказ по IX армии от 27 июля 1916 года за № 343)[9].
- Золотое Георгиевское оружие за 15 июля 1916 года (высочайший приказ от 24 декабря 1916 года)[9].
- Орден Святого Георгия IV степени (приказ по 8-й армии от 9 октября 1917 года № 3130).
- Орден Святителя Николая Чудотворца (1920) Пр. Главк. 16 сентября 1920 года № 3651

## Мемуары
- Туркул А. «Дроздовцы в огне: Картины гражданской войны, 1918—1920 гг.». — Л.: Ингрия, 1991. Репринтное воспроизведение с издания 1948.

## Образ в искусстве
- В песне «Смелей, дроздовцы удалые» (1918): «Вперёд поскачет Туркул славный, За ним Конради и конвой…».
- Один из второстепенных героев романа Андрея Валентинова «Флегетон» (1990-е), повествующем о Белом Движении в Крыму.
- Один из основных героев трилогии Андрея Валентинова «Око силы» (1990-е), выведен под фамилией Тургул.

## Семья
Жена — Ключко Александра Федоровна (? — 25 декабря 1980, США).
Брат — Туркул Николай (? — декабрь 1917, Ялта).
Дочь — Туркул Тамара Антоновна (1920  — ?)